# Ramus (intagliatori)
I Ramus furono una famiglia di intagliatori, attivi nel XVII secolo. Originari di Mù (Edolo), in Val Camonica, si spostarono poi in Val di Sole ed operarono prevalentemente lì e in Val di Non.

## Biografia

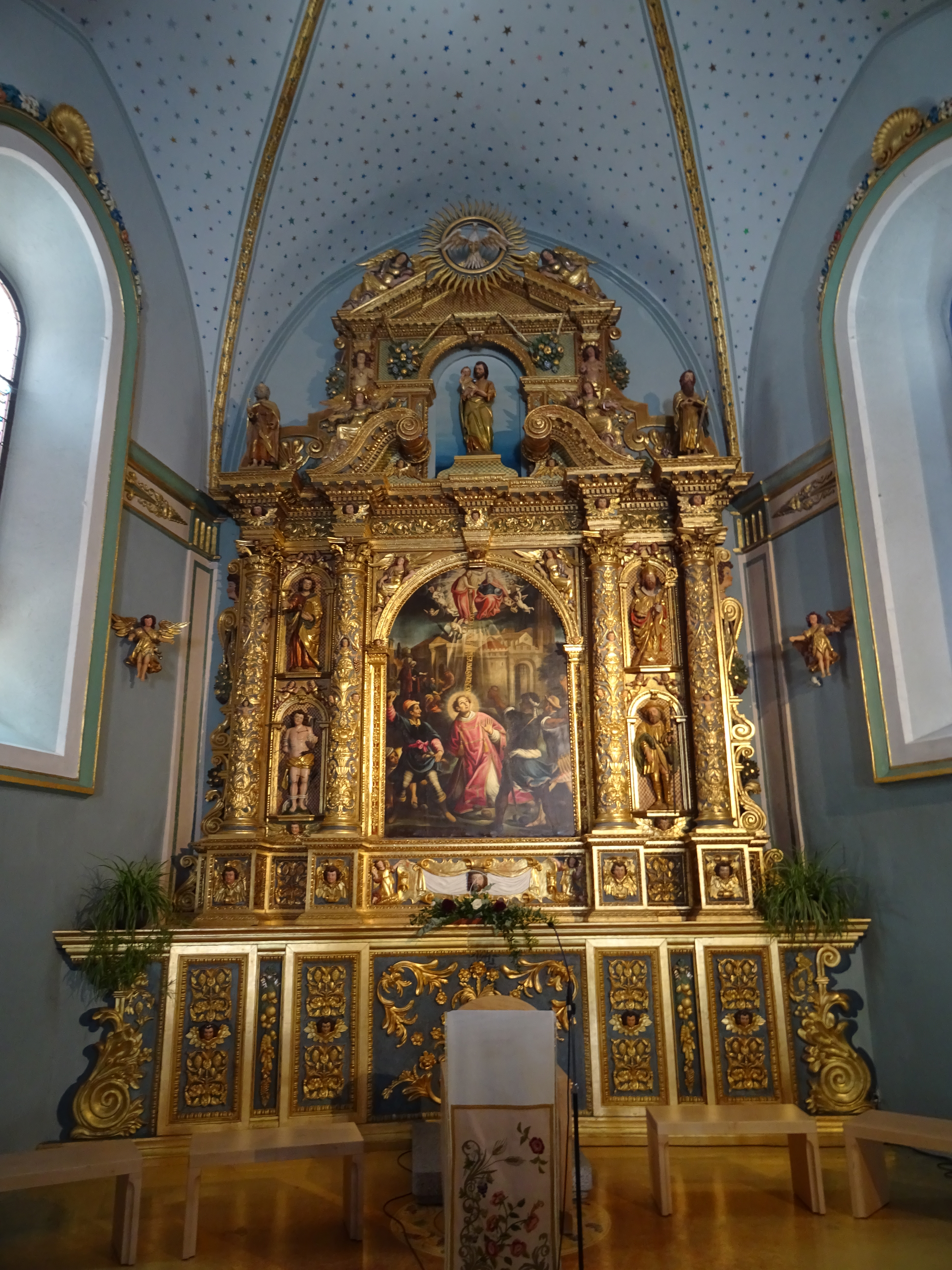
Chiesa di Santo Stefano a Fraviano (Vermiglio), 1637

Il capostipite della famiglia fu Giovanni Battista Ramus, nato nel 1612 a Mù, frazione di Edolo. Si trasferì da giovanissimo in Val di Sole per apprendere l'arte dell'intaglio. Qui entrò in contatto con Simone Lenner. Si sposò nel 1630 a Ossana e l'anno seguente nacque il figlio Giovanni Simone, forse chiamato così in omaggio al maestro. Documentato anche in Val Camonica negli anni '40, si spostò poi a Cavareno con tutta la famiglia: i quattro figli maschi furono tutti intagliatori. Morì a Cavareno nel 1665.
Il figlio Giovanni Simone Ramus (1631- post 1678) continuò l'opera del padre principalmente in Val di Non, il secondogenito Carlo Ramus (nato nel 1633) è documentato in Trentino fino al 1665, con bottega a Seio, per poi spostarsi in Lombardia, così come gli ultimi due figli, che nella loro bottega aperta a Mù di Edolo tra il 1661 e il 1662 furono maestri dell'intagliatore locale Giovanni Battista Zotti.
I loro altari sono caratterizzati dalla presenza di colonne cilindriche ornate da viticci, raramente avvolti a spirale, statue piuttosto statiche posate su mensole ai fianchi dell'ancona, frontone curvilineo spezzato ed interrotto, ornato da angeli, solitamente musicanti. La rigogliosa decorazione delle colonne, con grappoli d'uva, pampini, vermiciattoli, putti, uccelli in svariate posizioni, avvicina i Ramus ai canoni della scultura barocca.

## Discendenza
- Giovanni Battista Ramus (Mù, 1612 - Cavareno, 1665)
  - Giovanni Simone Ramus (Ossana, 1631 - Val di Non, post 1678)
  - Carlo Ramus (Ossana, 1633 - ?)
  - Pietro Antonio Ramus (Ossana, 1634 - Grosotto, 1682)
  - Domenico Ramus (Ossana, 1643 - Vezza d'Oglio, post 1700)

## Opere

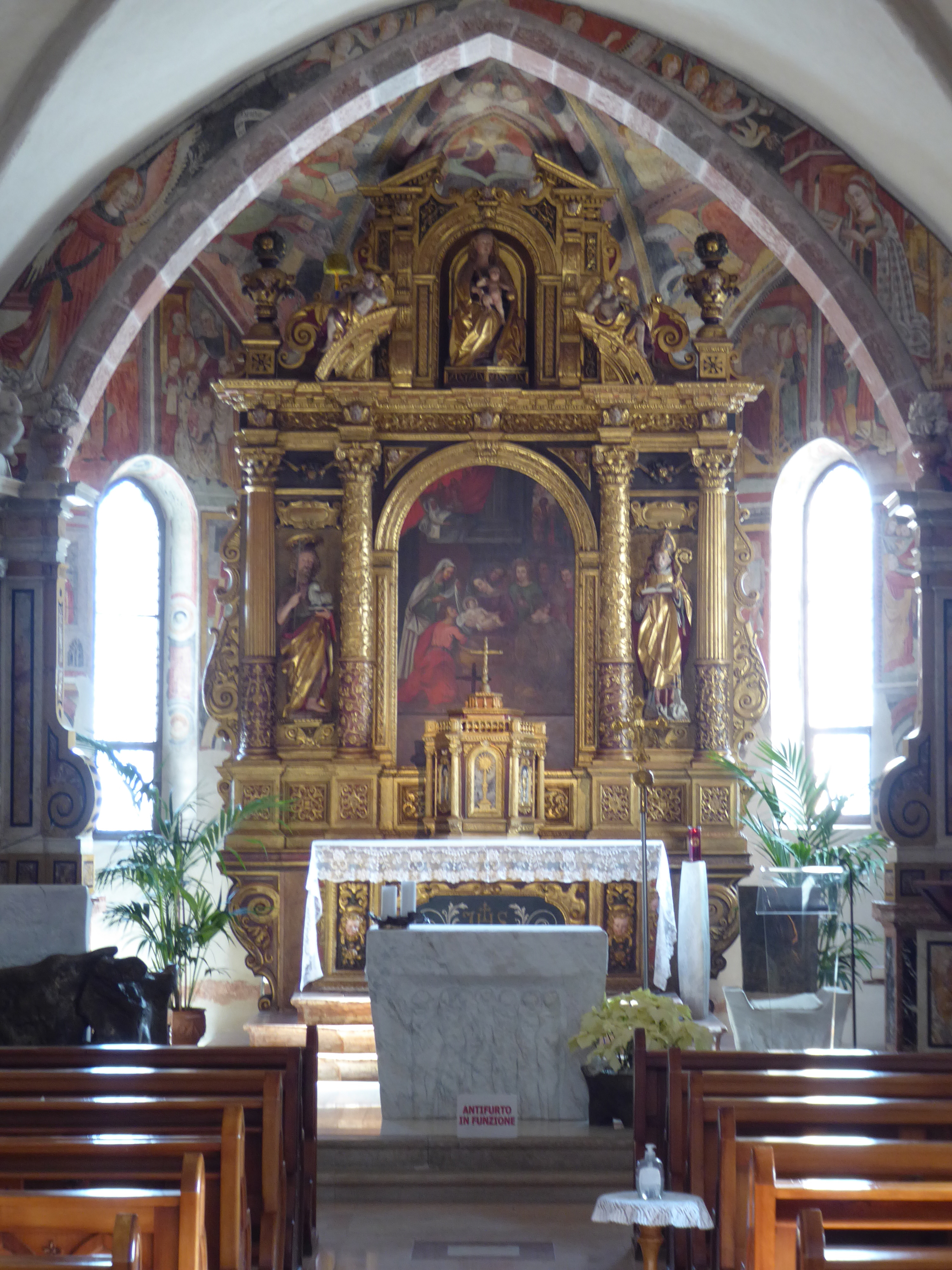
Chiesa della Natività di San Giovanni Battista a Flavon, 1652 ca.

### Giovanni Battista Ramus
- Altare maggiore, 1637, chiesa di Santo Stefano a Fraviano (Vermiglio)
- Altare maggiore, 1638, chiesa di Santa Caterina a Pizzano (Vermiglio). Distrutto dopo l'incendio della chiesa durante la Prima guerra mondiale[5]
- Altare dell'Immacolata, fine anni '30, cappella Canacci, chiesa della Natività di Maria a Pellizzano[6]
- Pulpito, 1641, chiesa di San Vigilio a Ossana
- Altare maggiore, 1642-43, chiesa di San Marcello a Dardine (Predaia)
- Altare della Madonna immacolata; Altare di S. Giuseppe, 1647, chiesa della Santissima Trinità a Deggiano (Commezzadura). Su uno dei due altari laterali, quello sinistro della Madonna immacolata, è presente la data 1647, forse apocrifa[7]
- Altare maggiore; Tabernacolo, 1649-1652, chiesa di Sant'Agata a Mestriago (Commezzadura)
- Altare maggiore, 1650-1653, chiesa di Santa Maria a Sanzeno. Nuova struttura, che recupera parti del vecchio altare, caratterizzata da colonne poggiate su plinti. Sui plinti una coppia di putti in un intreccio di tralci. Le colonne, riccamente intagliate a girali vegetali con uva e uccellini. L’architrave e la cimasa presentano testine e angioletti musicanti, al centro la figura a mezzo busto del Cristo risorto. La doratura fu realizzata da Martino Brondi; il paliotto, successivo, è attribuibile a Giacomo Strobl junior.[8]
- Altare maggiore, 1652-1657, chiesa di Sant'Antonio a Romeno
- Altare maggiore, 1652 ca., chiesa della Natività di San Giovanni Battista a Flavon (Contà)
- Altare maggiore, ante 1653, chiesa della Natività di Maria a Varollo (Livo). Colbacchini ipotizza, per via della varietà dei livelli qualitativi, una compartecipazione tra Giovanni Battista e i figli Giovanni Simone e Carlo[9][10]
- Pulpito, 1654, chiesa di Santa Maria Assunta a Tassullo (Ville d'Anaunia)[11]
- Altare maggiore, 1654-56, chiesa di San Michele Arcangelo a Priò (Predaia)[12]
- Altare maggiore, 1656, chiesa di San Lorenzo a Sarnonico. Attribuito da Raffaella Colbacchini, che assegna al figlio Carlo la realizzazione delle statue principali e dell'ancona.[9]

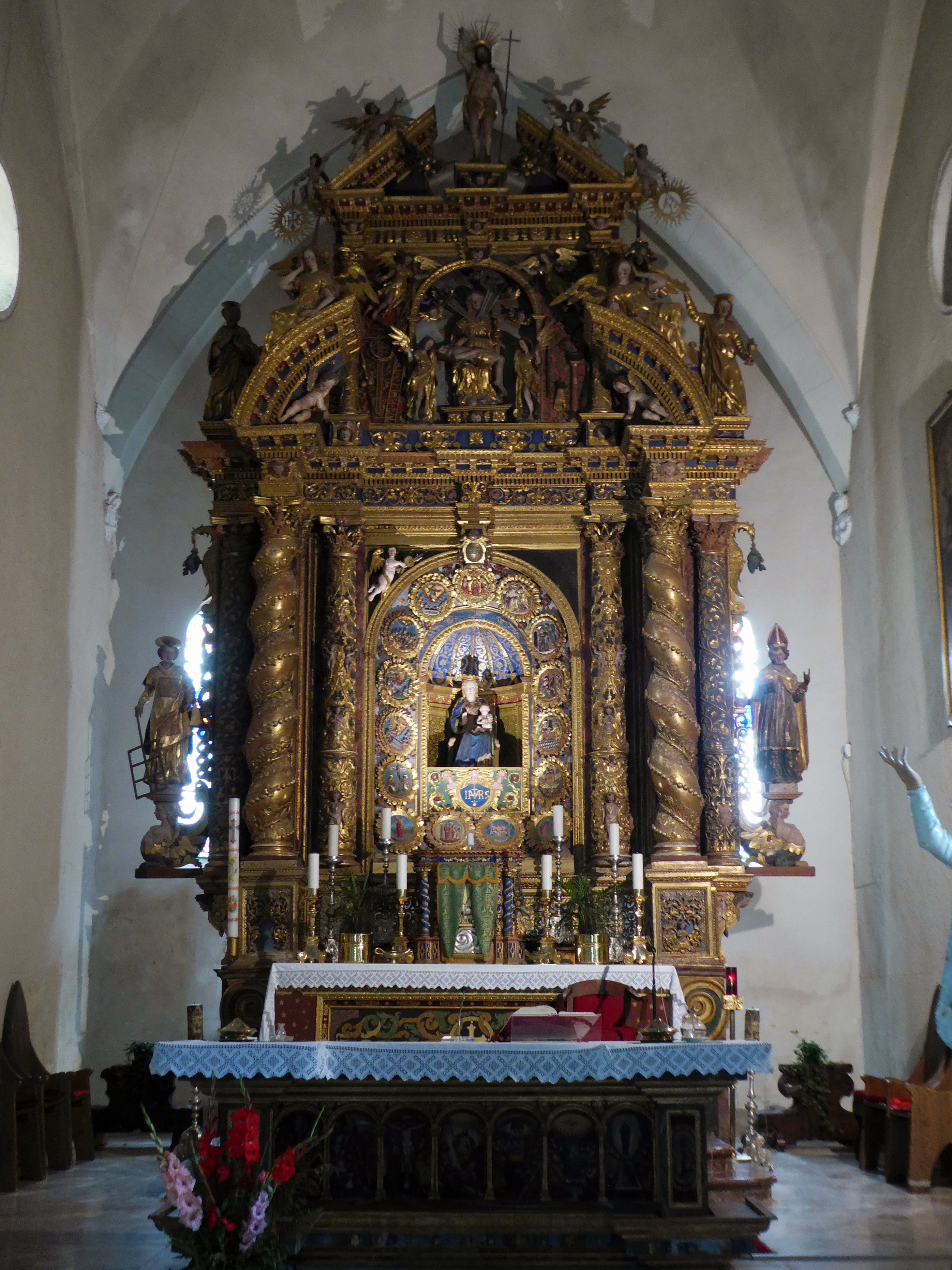
Chiesa di San Lorenzo a Sarnonico, 1656

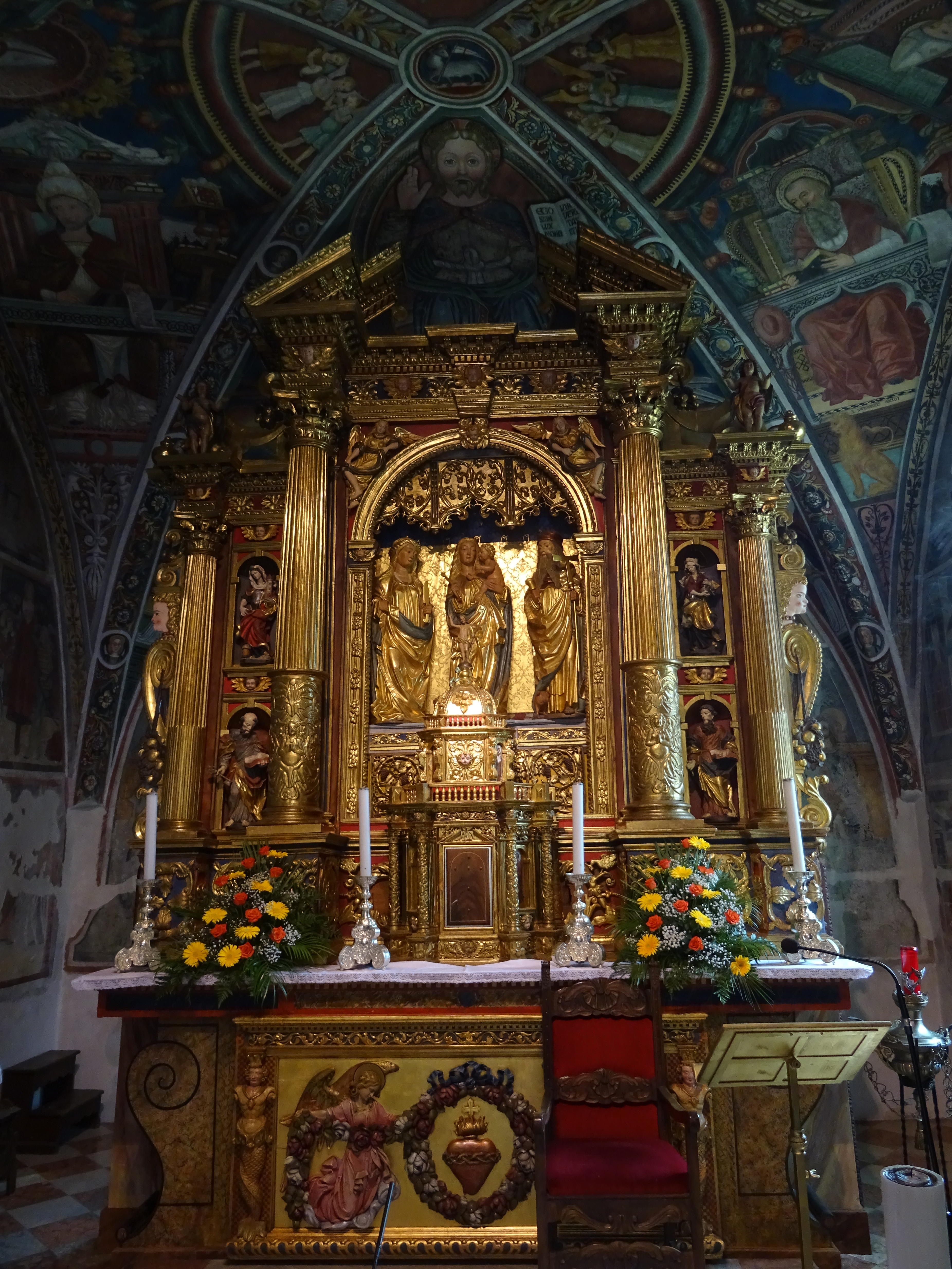
Chiesa di Sant'Agata a Mestriago, 1652 ca.

### Giovanni Simone Ramus
- Altare di S. Antonio, 1648 ca., chiesa di Sant'Antonio a Ronzone. La datazione è desunta da quella della pala realizzata da Johannes Pernstich, se confermata sarebbe probabile la collaborazione col padre[13]
- Altare maggiore, 1656, chiesa di San Pietro a Mezzolombardo[14]
- Altare di S. Antonio, terzo quarto del Seicento, chiesa di Santa Maria Assunta a Vigo di Ton. Altare commissionato dalla famiglia Marcolla, alcune sculture presenti sono state recuperate dall'altare maggiore realizzato da Vigilio Fortunato Prati[15]
- Altare maggiore, 1661, Chiesa del Ritrovamento della Croce a Coredo (Predaia)[16] Per la stessa chiesa realizzò il tabernacolo (1664) e il pulpito (1677)[17]
- Altare laterale sinistro, 1676, chiesa di Santa Maria a Sanzeno[18][19]
- Copertura del fonte battesimale, ultimo quarto del Seicento, chiesa dei Santi Gervasio e Protasio a Denno. Attribuito da Raffaella Colbacchini in base alle somiglianze con il pulpito di Coredo[20]
- Altare maggiore, 1678, chiesa di San Sigismondo a Vion (Predaia)[21]

### Pietro Antonio Ramus
- Altare del Presepio; Altare di S. Antonio, 1665, chiesa di Santa Maria Nascente a Edolo[3]
- Altare maggiore, 1665 ca., santuario della Madonna di Valcapes a Sonico
- Altare di S. Filastro, 1670, chiesa di San Giacomo a Stadolina (Vione)[22]
- Altare maggiore, 1674-1680, santuario della Beata Vergine delle Grazie a Grosotto[23]
- Ancona dell'altare maggiore, 1675 ca., chiesa di San Girolamo a Cedegolo. Al lavoro contribuì anche il giovane Andrea Fantoni, apprendista di Pietro.[24]